# Eclipse (álbum de Journey)
Eclipse (también conocido como ECL1P53) es un álbum de estudio de la banda estadounidense Journey, y el segundo con el vocalista filipino Arnel Pineda. Fue lanzado en Estados Unidos y Canadá el 24 de mayo de 2011.

## Lista de canciones
1. "City of Hope" - 6:02
2. "Edge of the Moment" - 5:27
3. "Chain of Love" - 6:10
4. "Tantra" - 6:27
5. "Anything Is Possible" - 5:21
6. "Resonate" - 5:11
7. "She's a Mystery" - 6:41
8. "Human Feel" - 6:44
9. "Ritual" - 4:57
10. "To Whom It May Concern" - 5:15
11. "Someone" - 4:35
12. "Venus" (instrumental) - 3:34

## Personal
- Arnel Pineda – voz
- Neal Schon – guitarra
- Jonathan Cain – teclados
- Ross Valory – bajo
- Deen Castronovo – batería
- Kevin Shirley - producción